# Tomkowa

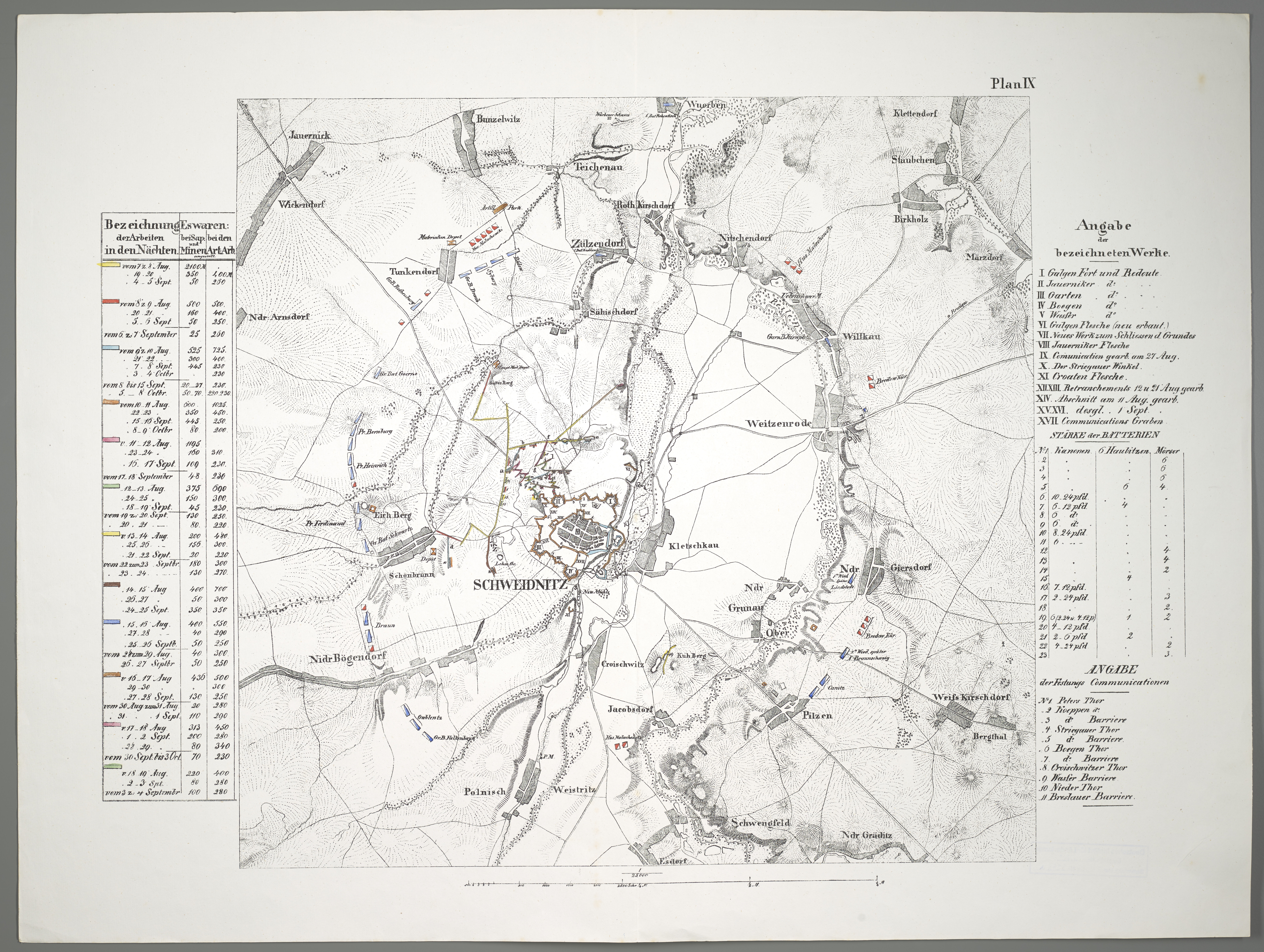
Tunkendorf nordwestlich von Schweidnitz auf einem Belagerungsplan von 1762

Tomkowa (deutsch Tunkendorf, vorher auch Tunckendorf) ist ein Dorf in der Stadt- und Landgemeinde Jaworzyna Śląska im Powiat Świdnicki der Woiwodschaft Niederschlesien in Polen.

## Lage
Tomkowa liegt vier Kilometer nordwestlich von Swidnica (Schweidnitz) und fünfeinhalb Kilometer südöstlich von Jaworzyna Śląska (Königszelt). Nachbarorte sind Witków (Wickendorf) im Westen, Stary Jaworów (Alt Jauernick) im Nordwesten, Bolesławice (Bunzelwitz) im Norden, Bagieniec (Teichenau) und Wiśniowa (Roth Kirschdorf) im Nordosten, Sulisławice (Zülzendorf), Zawiszów (Säbischdorf) im Südosten.

## Geschichte
Tunkendorf, das in älteren Dokumenten unter der Schreibweise „Doinkendorf“ belegt ist, wurde im Zuge der Ostkolonisation durch deutsche Siedler gegründet. Es gehörte zum Herzogtum Schweidnitz, dessen Herzog Bolko II. das Gut Tunkendorf seinem Hofmeister Niklas von Bolz übertrug, der zugleich Burggraf von Hornsberg war. Nach dem Tod des Herzogs Bolko II. von Schweidnitz fiel Tunkendorf zusammen mit dem Herzogtum Schweidnitz erbrechtlich an die Krone Böhmen, wobei Bolkos Witwe Agnes von Habsburg bis zu ihrem Tode 1392 die Nutznießung zustand.
1372 verkaufte Niklas von Bolz Tunkendorf 1372 dem Günzel Seidlitz von Lasan. Dessen Enkel Hans, Heinze und Niklas von Seidlitz-Lasan teilten das Dorf in drei Teile, wovon Hans und Heinze ihre zwei Anteile 1490 dem Paul Mohnau übergaben. Mohnau wiederum überließ es dem Georg Trott zu Solz. Nach dessen Tode fiel der Besitz an Paul Mohnau zurück. 1504 verkaufte Hans von Seidlitz den dritten Anteil an den Schweidnitzer Bürger Stenzel Kysseling. 1504 brachte Hans Herdan auf Teichenau das ganze Gut an sich. 1540 teilten dessen Kinder das väterliche Erbe unter sich auf, wobei seine Töchter Hedwig Eichler, Margaretha Kunz, Anna Sachkirch und Beatrix Pförtner Tunkendorf erhielten; seine Söhne Franz und Fabian hingegen Teichenau und Pilzen. 1554 erlosch der männliche Stamm der Familie, und Teichenau und Pilzen fielen ebenfalls an die vier Schwestern. Nach dem Tode von Beatrix Pförtner gelangte ihr Anteil an den Patrizier Sebastian von Thommendorf. Nach einem Rechtsstreit zwischen Thommendorf und dem Magistrat wurden die zwei Anteile 1566 bis 1570 von der Stadt Schweidnitz erworben und Tunkendorf der dortigen Kämmerei unterstellt. 
Nach dem Ersten Schlesischen Krieg 1742 fiel Tunkendorf zusammen mit dem größten Teil Schlesiens an Preußen. Im selben Jahr wurde eine evangelische Schule gegründet, in der zeitweise ein Lehrer 110 Kinder unterrichtete.  Die vormaligen Verwaltungsstrukturen wurden aufgelöst und Tunkendorf in den Landkreis Schweidnitz eingegliedert, mit dem es bis 1945 verbunden blieb. 1785 bestand das Dorf aus 10 Bauern, acht Gärtnern, zwei Häuslern und 173 Einwohnern. 1870/71 wurde ein Denkmal zur Erinnerung an den Deutsch-Französischen Krieg errichtet. Seit 1874 gehörte Tunkendorf zusammen mit den Landgemeinden Säbischdorf, Teichenau und Zülzendorf zum Amtsbezirk Teichenau. 1895 zählte die Landgemeinde Tunkendorf 35 bewohnte Häuser, eine Blockstation, ein Schulhaus und 66 gewöhnliche Haushaltungen. 1925 hatte Tunkendorf 266 Einwohner, davon waren 215 evangelisch und 52 katholisch. Tunkendorf war evangelisch zur Friedenskirche Schweidnitz gepfarrt und katholisch zur Pfarrkirche in Alt Jauernick. 
Als Folge des Zweiten Weltkriegs fiel Tunkendorf 1945 mit dem größten Teil Schlesiens an Polen und wurde in Tomkowa umbenannt. Die deutschen Einwohner wurden zum größten Teil vertrieben. Die neu angesiedelten Bewohner waren teilweise Zwangsausgesiedelte aus Ostpolen, das an die Sowjetunion gefallen war.